# Señor de los Milagros (Cusco)
El Señor de los Milagros del Cusco es una réplica de autor anónimo hecha al óleo de la imagen del Señor de los Milagros, que se encuentra desde el año 1945 en el Templo de Las Nazarenas del Cusco.
En dicho templo la institución denominada “Asociación de Cargadores del Señor de los Milagros” acuerda solicitar la autorización arzobispal y modificar de nombre al  de “Hermandad del Señor de los Milagros”, la cual es negada, indicando que en una institución que está regentada por religiosas no podía existir dicha Hermandad, ante esta situación los integrantes de la Asociación deciden retirarse de las Nazarenas y trasladarse al Templo de la Merced con una imagen prestada por el Hno. Ismael Zegarra, estando alojados los últimos meses de 1952.
Ese mismo año se mandó a pintar el lienzo que hoy veneramos, con la artista limeña Eleonora Monge Ragúz, meses después la Hermandad y el Lienzo ya terminado se trasladan al Templo de San Francisco donde se encuentra hasta nuestros días.
En octubre de 1953 se realiza el primer recorrido procesional del Señor de los Milagros en el Cusco, recorriendo las principales arterias de la ciudad.
En el reverso del lienzo de la imagen de nuestro Señor, se encuentra la Virgen de la Nube, advocación quiteña, no se precisa el año, siendo pintada por el artista Justo Béjar.
La Hermandad se constituyó el 29 de noviembre de 1953 con la denominación de Hermandad del Señor de los Milagros por Decreto Canónico 058-ARZ.1953-29 de noviembre; firmada por Monseñor Isaías Vergara.
Los devotos del Señor desde el primer día del mes de octubre participan de las actividades organizadas por la Hermandad del Señor de los Milagros de Cusco, este primer día se realiza la misa de inicio del mes morado y bendición de hábitos, el día 5 de octubre se realiza la bajada del Señor de su Altar a su sagrada Anda, debido a la celebración, el día 4 de octubre de la Festividad de San Francisco de Asís, del 09 al 17 de octubre se realiza la novena en honor a nuestro Patrón, el día central se celebra el 18 de octubre a diferencia de lo establecido en el calendario católico que señala como fecha de celebración del Señor de los Milagros el día 28 de octubre, esto debido a que en la misma fecha se celebra la festividad del Señor de los temblores, Patrón Jurado del Cusco, el 31 de octubre se celebra la Misa de Clausura del Mes Morado para después iniciar el desarmado de su Sagrada Anda y la elevación del Señor a su Altar.

## Recorridos procesionales tradicionales

### Primer recorrido procesional
Por una petición de los devotos y para emular de alguna manera los recorridos antiguos, el Señor sale por lo general el primer o segundo domingo de octubre (posterior al 5 de octubre) llegando hasta el barrio de Arcopata y retornando posteriormente al Santuario de San Francisco de Asís. El Recorrido Procesional es como sigue: Templo de San Francisco, Tordo, Arones, Nueva Alta, Fierro, Arcopata, Av. Alta, Nueva Alta, Apurimac, Queshwa, Umanchata, Calle Hospital, Chaparro, Nueva Baja, Tordo y Templo. En los últimos años ha sido modificado y llega al templo de Santa Teresa para visitar a las madres. Es una procesión más familiar.

### Segundo recorrido procesional
Recorrido que fue modificado en los últimos tiempos, por lo general se da en el segundo o tercer fin de semana de octubre, la modificación se dio en la disposición del recorrido, saliendo el viernes, recorriendo en sentido contrario, llegando al Templo de Santo Domingo quedándose hasta el día siguiente. Donde recorre el tramo restante, ingresando a la Catedral del Cusco. El 2017 se volvió al recorrido normal, con la diferencia que se acorto el recorrido en su primera parte, para que la imagen ingrese a la Catedral del Cusco. En esta procesión la imagen recorre la zona oeste del Cusco, visitando el distrito de Wanchaq, como es de costumbre el recorrido Procesional inicia a las 08:00 a. m. del santuario de San Francisco de Asís hasta llegar al Hospital Regional, para iniciar el retorno a su casa, llegando aproximadamente a las 11 de la noche. 
El recorrido procesional tradicional y como se ha retomado el 2017, es el siguiente:Templo de San Francisco, Granada, Teatro, 7 Cuartones, Templo Santa Teresa, Plaza Regocijo, Portal Escribanos, Espinar, Mantas, Plaza de Armas, Santa Catalina Angosta, Santa Catalina Ancha, San Agustín, Limacpampa Chico, Limacpampa grande,  Arcopunco, Av. de la Cultura (Hospital Regional), Bernardo Tambohuacso, Av. de los Incas,  Av. Hipólito Unanue, Av. Micaela Bastidas, Av. Juan Anselmo Álvarez, (Hospital Es Salud), Av. Tomasa Ttito Condemayta,  Plaza Tupac Amaru (Local de la X R. PNP- Cusco), Calle Diego Cristóbal, Av. Huayruropata (Puerta del Estadio Garcilaso),  Av. Tacna, Av. Garcilazo (Compañía de Bomberos), Av. Pardo (Local de la 5.ª. Brigada de Montaña), Av. El Sol, Mantas, Márquez, Plaza San Francisco y Templo.
Este Recorrido Procesional se caracteriza por ser más de carácter institucional ya que el Señor recibe los Homenajes de la Municipalidad Provincial del Cusco, Gobierno regional de Cusco, Municipalidad Distrital de Wanchaq, la universidad Nacional San Antonio Abad del Cusco, los colegios: Garcilaso, Clorinda Matto de Turner, locales institucionales de la X región de la Policía Nacional del Perú, Compañía de Bomberos y la V brigada de Montana del Ejército del Perú, así como diferentes Instituciones Públicas, Educativas y Privadas.

### Tercer recorrido procesional
Tradicional recorrido que se dirige al barrio de Almudena, primero visita de una manera especial a la I.E. Ciencias del Cusco, acompañado por la banda del Glorioso Colegio de Ciencias (al compás de marchas como "Padre mío", "Angelitos Negros", "Al patrón San Miguel Arcángel", "La Saeta",etc.) se dirige a Santa Clara donde visita a las Madres del Convento, posteriormente visita el Templo de San Pedro luego los mercados de San Pedro y Qasqaparo para dirigirse al distrito de Santiago, luego de visitar la plaza se dirige a la Comisaría de Santiago, acompañado por la banda de la Policía Nacional del Perú (Al compás de marchas como "Cristo de Pachacamilla", "Gracias, Virgen de la Puerta", "Señor de Luren", etc) se dirige a la plaza de Almudena, donde le espera la imagen de la Virgen Natividad, bendice el cementerio, el centro de salud mental y a los devotos de la "Mamacha Nati". Luego se dirige por la Avenida Antonio Lorena a la plazoleta Belén, donde en ocasiones ingresa al Templo, bendice el "hospital de los pobres" y se dirige al compás de bandas civiles a su tradicional bendición, el Señor recibe tradicionales homenajes durante el día, con una identidad Cusqueña y la fe tradicional del pueblo Cusqueño. El Señor llega a San Francisco aproximadamente a las 8 de la noche, luego de bendecir al pueblo cusqueño, ingresa con mucha solemnidad al Templo de San Francisco.

## Recorrido procesional extraordinario
Esta Procesión se da a iniciativa de un grupo de Hermanos, quienes presentaron en el año 2006 un proyecto para la realización del Recorrido Procesional en un vehículo para poder visitar los Distritos de San Sebastián y San Jerónimo, esta idea trabajada durante años y plasmado en un proyecto que fue aprobado en 2007, acordándose que sería de carácter extraordinario, en este recorrido se visitó en forma especial los Centros Penitenciarios de reclusión de varones y mujeres de Qenqoro, nuestro Señor recibió el Homenaje las Municipalidades de ambos Distritos, así mismo visitó el local institucional principal de la Universidad Particular Andina del Cusco. También se visitó el templo del Señor de los Milagros que se encuentra ubicado en la Urbanización Ttio. 

### Procesiones extraordinarias
- Visita a la I.E. San Francisco de Asís del Cusco

Recorre el perímetro de la Plaza San Francisco. Del 18 de octubre al 31 de octubre se realizaron estos recorridos. La visita a la I.E. San Francisco de Asís se realizó por iniciativa de la Directiva y la comunidad Franciscana.